# Zu cristatus
Il pesce falce (Zu cristatus) è un pesce mesopelagico della famiglia Trachipteridae.

## Nomi comuni
Pesce falce (Italia) Scalloped ribbonfish (Paesi anglofoni) Trachyptère ventru (Francia) Flema/Flemma (Spagna) Kamm-Spanfisch (Germania) 

## Etimologia
Il nome del genere deriva da quello del dio babilonese delle tempeste, Zu appunto, mentre cristatus (latino di “crestato”) si riferisce alla caratteristica cresta color rosso fuoco. 
Il nome italiano, pesce falce, deriva dalla particolare forma del corpo, che si restringe bruscamente subito dopo l’apertura anale

## Distribuzione e habitat
Questa specie ha una distribuzione cosmopolita nelle fasce tropicali e temperate calde, è presente in tutto il mar Mediterraneo anche se incontrato piuttosto raramente.
A seconda degli autori è considerata una specie batipelagica  o mesopelagica, in quanto i vari esemplari sono stati trovati in un ampio intervallo batimetrico, sono stati infatti catturati esemplari fino ai 2000m di profondità mentre i giovanili sono già stati osservati nuotare in acque costiere o catturati a pochi metri dalla riva , tanto che può essere considerata una specie euribata.

## Descrizione
Z. cristatus presenta una regione addominale molto più alta di quella codale, la prima con zone brune su dorso e ventre, la seconda presentante una serie dalle 5 alle 7 anellature brune. Le squame sono cicloidi e caduche. La linea laterale si origina sopra l’occhio e scende a metà del corpo sul tronco, continua a scendere ventralmente fino a dopo l’ano dove si unisce al bordo inferiore del corpo e continua a zig-zag fino a raggiungere il margine ventrale posteriormente all’ano dov’è accompagnata da brevi spine portate da placche ossee contigue. 

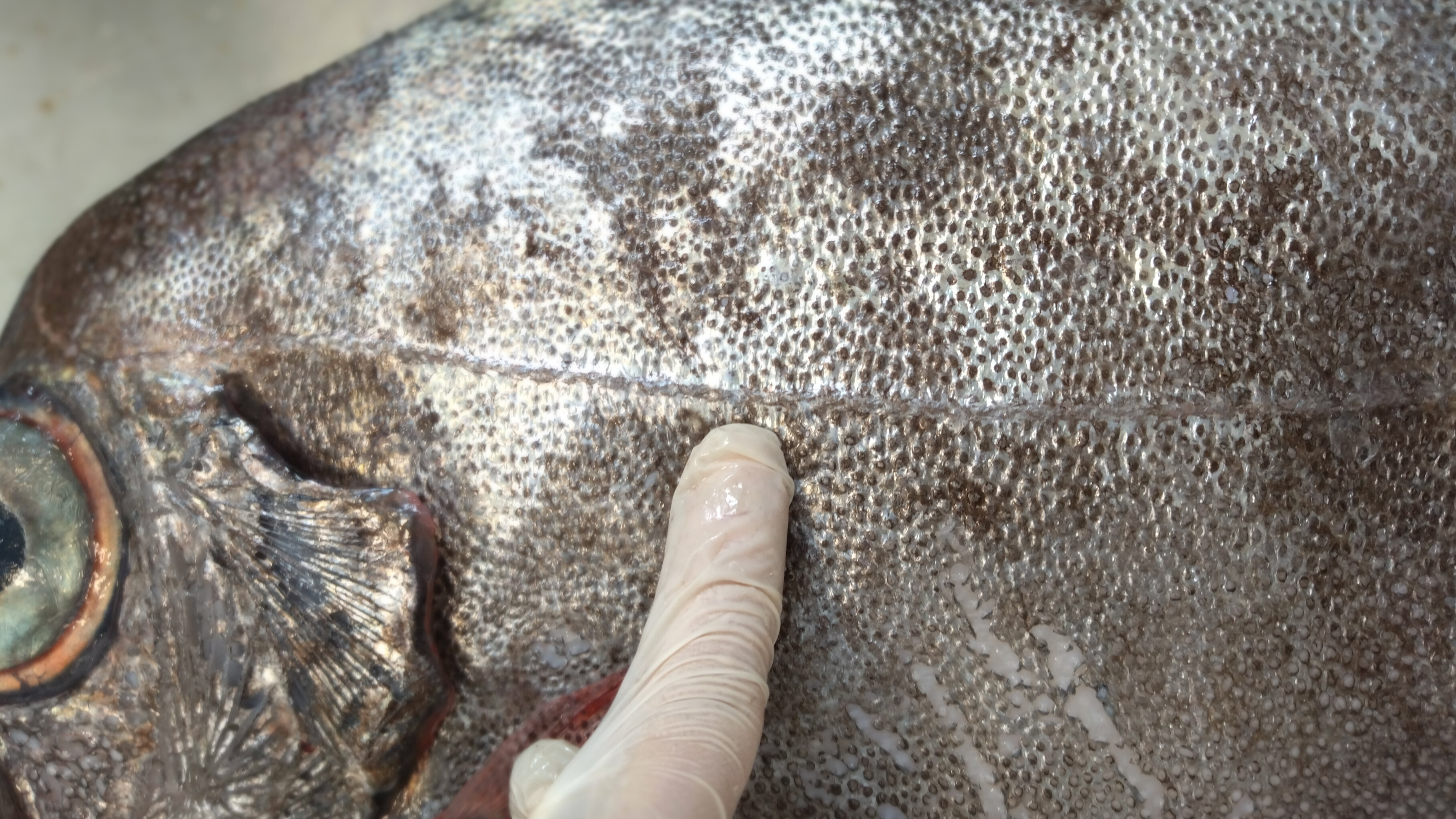
Linea laterale di Zu cristatus

Il capo è quasi verticale con denti robusti in numero dai 9 ai 21 sulla mascella, 10 sulla mandibola, dai 1 ai 4 sul vomere e massimo 3 nel palato, è assente il legamento palatomaxillare anteriore dando la possibilità all’asse maxilla-premaxilla di estendersi durante la protrusione mandibolare e, quindi, di risucchiare e catturare più facilmente le prede di cui si nutre (Albano et al., 2022). L’osso mascellare e i pezzi opercolari sono fortemente rugosi e sono presenti sul primo arco branchiale 7-9 + 1 + 2-3 branchiospine compresse con alcuni dentelli all’estremità. 

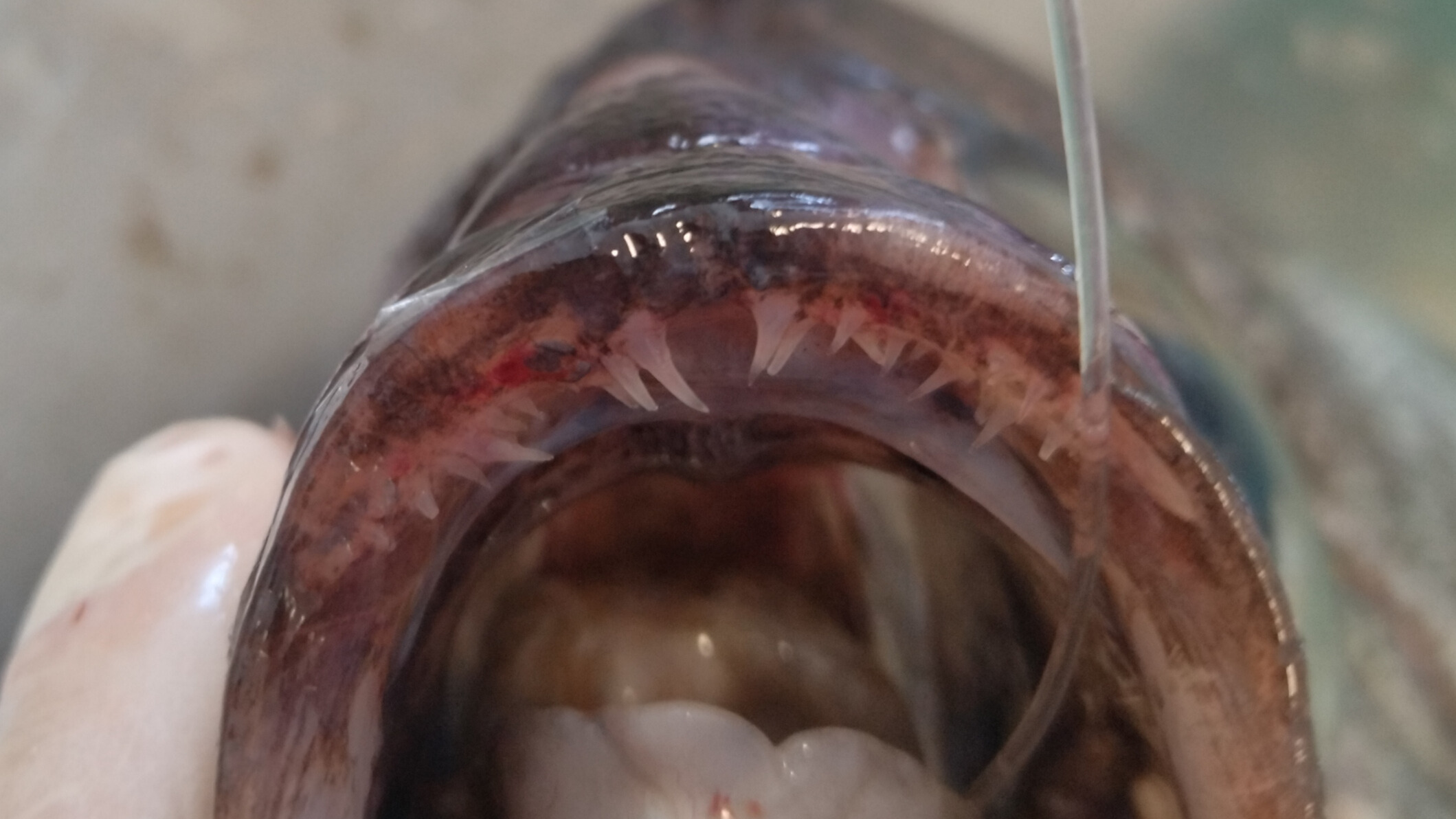
Denti mascella di Zu cristatus

È presente una lunga pinna dorsale che si origina dal margine posteriore dell’occhio e si estende per quasi tutta la lunghezza dell’animale, composta da 120-151 raggi uniti tra loro da una membrana cremisi. La pinna pettorale, anch’essa di color cremisi, presenta dai 10 ai 12 raggi di cui il primo è più corto e robusto dei seguenti. La pinna caudale, di color nerastro, presenta un lobo superiore a ventaglio con 8-9 raggi mentre nel lobo inferiore ne troviamo dagli 1 ai 3.

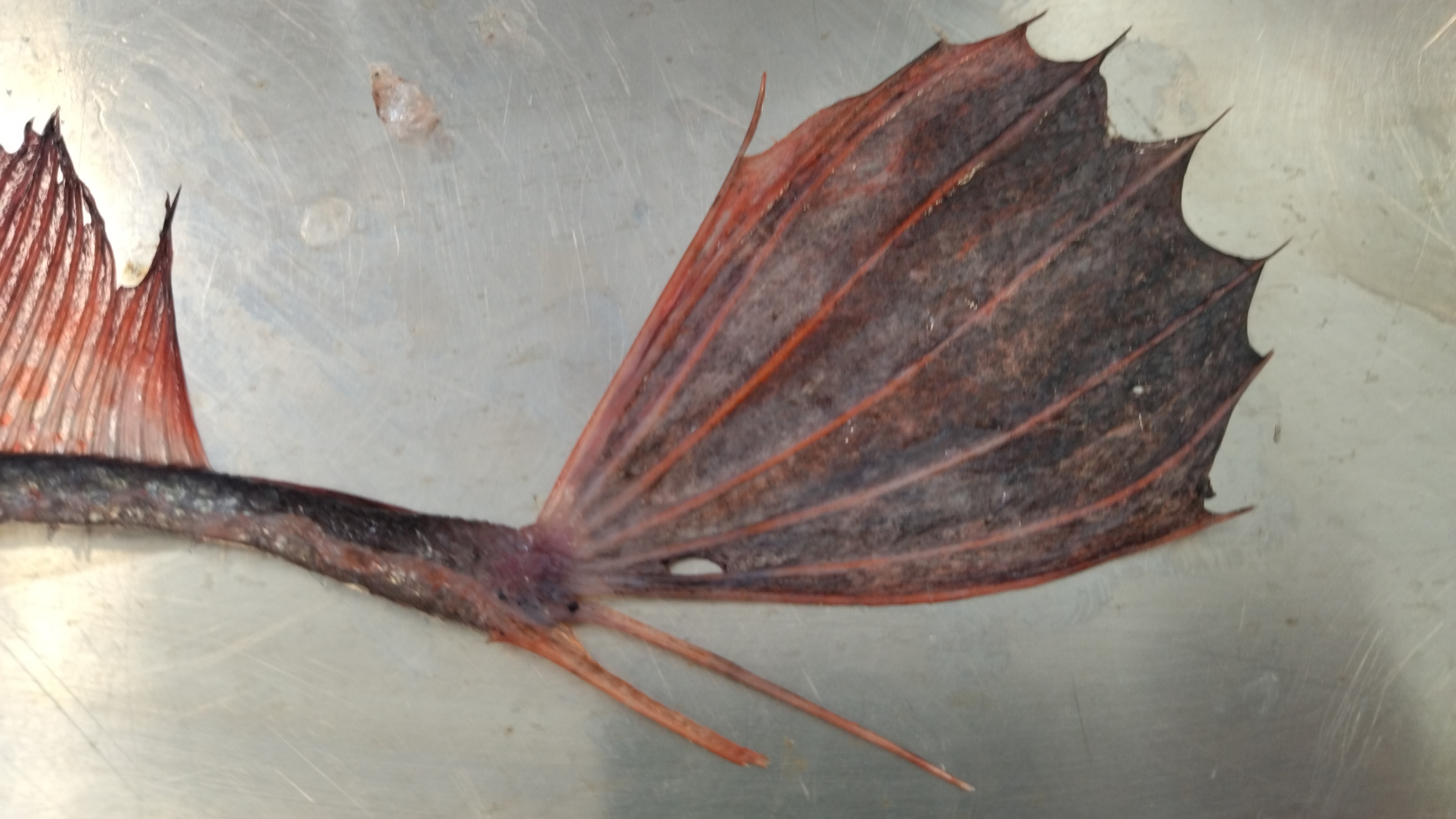
Pinna caudale di Zu cristatus

Le spinule sui raggi della pinna dorsale, pettorale e caudale sono solitamente molto ridotte o assenti. Le pinne pelviche appaiono assenti negli adulti e sono tipicamente rappresentate da una corta base ossea in un'apertura simile a una fessura. Non è presente una pinna anale. 
Le gonadi, sia maschili che femminili, si trovano ben visibili sotto la spina dorsale; in prossimità si trova lo stomaco che è pigmentato di nero al fine di nascondere la presenza di prede bioluminescenti

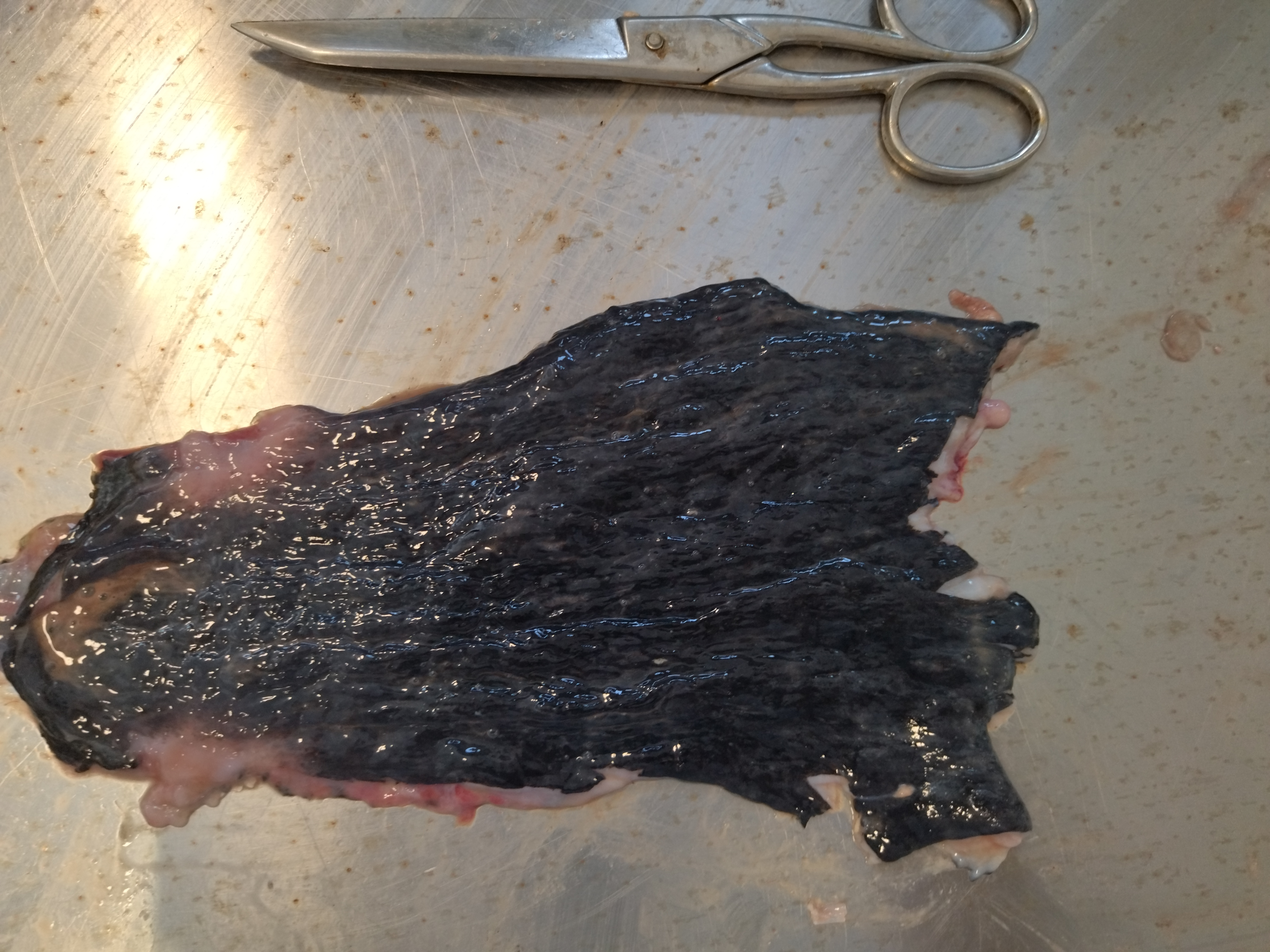
Membrana stomacale di Zu cristatus, si può notare la pigmentazione nera.

## Alimentazione
Si nutre prevalentemente di cefalopodi pelagici, crostacei e piccoli pesci. 
Presenta una pesante pigmentazione nera sulla mucosa dello stomaco, probabilmente un adattamento per impedire che la localizzazione di queste specie venga rivelata dopo il consumo di prede bioluminescenti.

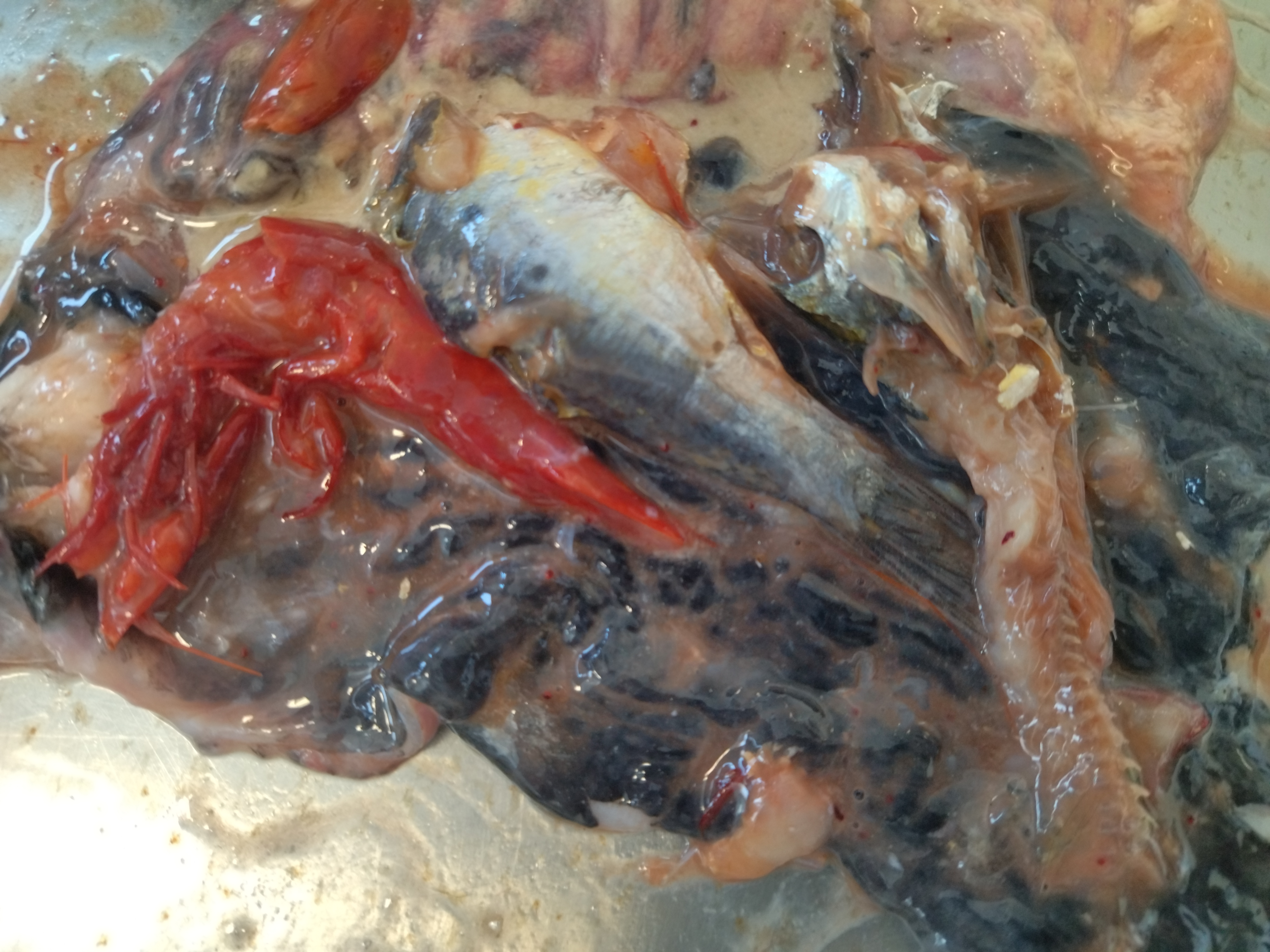
Contenuto stomacale di un esemplare di Zu cristatus.

## Riproduzione
Le uova presentano un diametro superiore ai 2 mm, tra le più grandi dei Teleostei, e sono, soprattutto nelle prime fasi, galleggianti, sferiche e molto trasparenti. Lo spazio perivitellino è limitatissimo, non sono presenti gocce oleose, molto comuni tra i teleostei pelagici, e la capsula, non molto spessa, non presenta una scultura particolare. Lo sviluppo embrionario dura meno di un mese, vi è la comparsa di una circolazione vitellina che diminuisce la trasparenza dell’uovo ed è presente una fase transitoria ad occhi peduncolati.
L'emissione avviene nei mesi estivi, da maggio ad agosto.

## Sviluppo larvale
La larva appena uscita dal guscio misura intorno ai 6.5mm, ha forma appiattita e capo trachitteroide e presenta già formate le cartilagini primitive di cranio, bocca, lo scheletro branchiale cartilagineo e gli organi interni. Si possono notare sugli individui quattro grandi macchie lungo il profilo dorsale e altrettante lungo il profilo ventrale del corpo. La pinna dorsale anteriore presenta il primo raggio molto sviluppato con 4-5 rigonfiamenti pigmentati in nero, mentre la posteriore presenta solo l’abbozzo del portaraggi nella sua porzione anteriore; le pinne ventrali mostrano il primo raggio lungo poco meno della metà del corpo con un estremo conformato a pala.

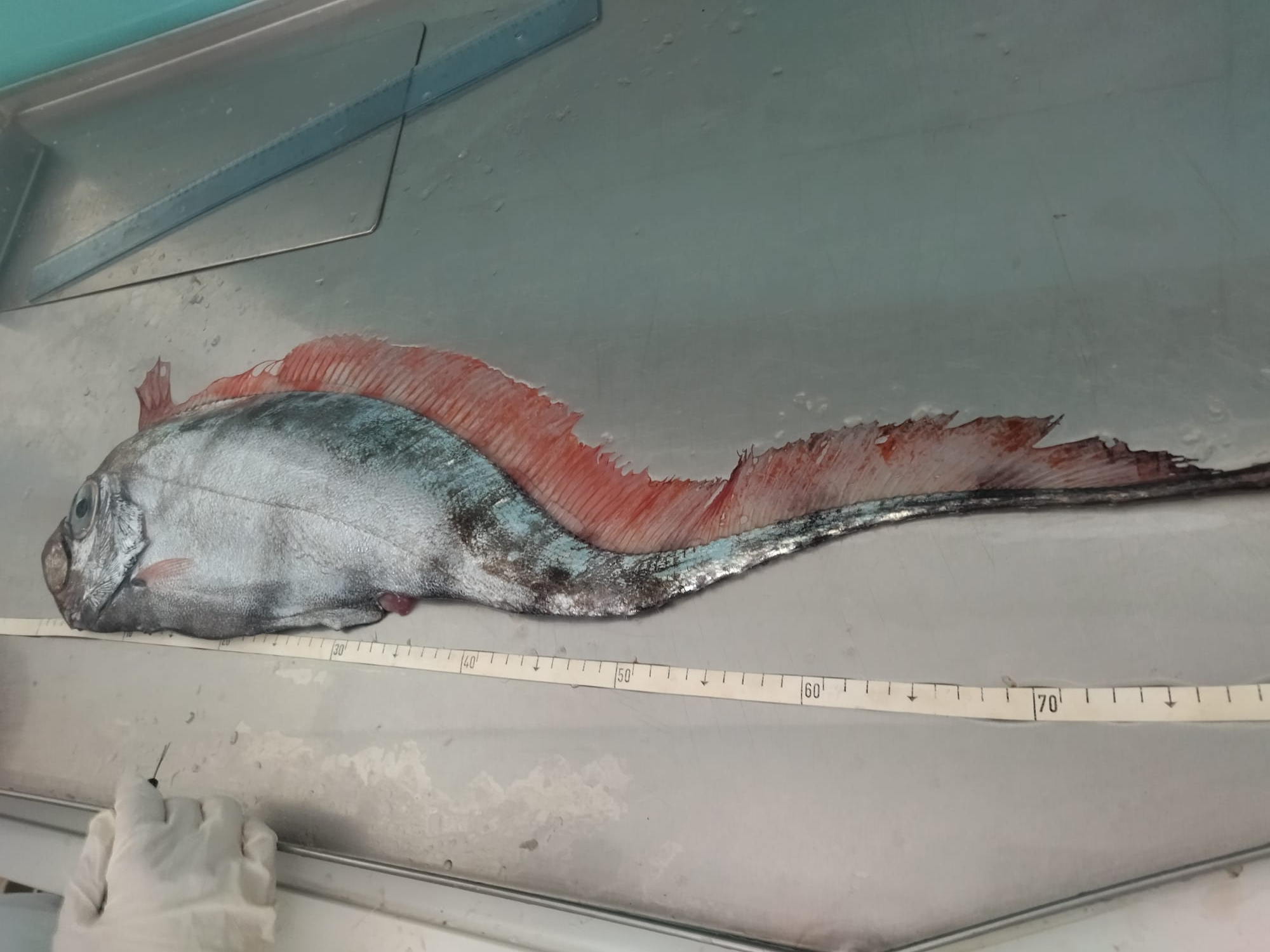
Esemplare giovane di Zu cristatus, si possono notare i primi raggi della pinna dorsale ancora sviluppati.

Durante lo sviluppo larvale vi è un notevole accrescimento dei primi raggi della porzione anteriore della pinna dorsale e delle ventrali che si arricchiscono inoltre di appendici laterali pigmentate in giallo, la pinna caudale si sviluppa in due porzioni differenti: l’anteriore a lungo filamento mentre la posteriore a ventaglio dove si estende una grande macchia nera. L’altezza dell’addome aumenta spiccatamente rispetto a quella della coda, al procedere dello sviluppo larvale vi è sempre più differenza tra l’altezza della parte anteriore del corpo e la sottigliezza della coda. Il profilo ventrale è lobato e diventa tanto più irregolare quanto più progredisce lo sviluppo.
Le larve e i giovanili presentano i primi raggio della pinna dorsale e le pinne pelviche molto sviluppate le quali andranno a sparire con la crescita.

## Biologia
Solitario. Di solito nuota con la testa rivolta verso l'alto.

## Pesca
Occasionale con reti a strascico e palamiti, ultimamente soprattutto mediante il palangaro di profondità per la pesca al pesce spada, composto da 500 - 1800 ami che operano tra i 100 e i 600 metri di profondità. Le carni sono bianche.